# Harpoon-Gletscher (Tordrillo Mountains)
Der Harpoon-Gletscher (harpoon engl. für „Harpune“) befindet sich in den Tordrillo Mountains in Alaska (USA). Der Gletschername wurde im Jahr 1927 von S. R. Capps und R. H. Sargent vom U.S. Geological Survey (USGS) gemeldet.
Der Harpoon-Gletscher ist ein 11,9 km langer Talgletscher im Südwesten der Tordrillo Mountains. Das Nährgebiet des Gletschers befindet sich auf einer Höhe von etwa 2000 m am Nordwesthang des Mount Nagishlamina und ist als „West Torbert Cirque“ bekannt. Der Harpoon-Gletscher strömt anfangs in südsüdwestlicher, später in westlicher Richtung. Unterhalb des Gletschers verläuft der Nagishlamina River, der das Schmelzwasser des Gletschers aufnimmt. Der Harpoon-Gletscher hat eine Fläche von etwa 7 km². 
Der Harpoon-Gletscher zieht sich in jüngerer Zeit immer weiter zurück und verwandelt sich im unteren Bereich zu einer Moräne.